# Darfeld
Darfeld ist ein Ortsteil der Gemeinde Rosendahl im Kreis Coesfeld in Nordrhein-Westfalen.

## Lage und Geographie
14 Kilometer nordöstlich von der Kreisstadt Coesfeld und 35 Kilometer nordwestlich von Münster liegt Darfeld am Südrand einer fruchtbaren Senke zwischen Westerberg und Schöppinger Berg in den nördlichen Baumbergen. Das kalkhaltige Grundgestein und der Hauptquellsaum der Baumberge bieten optimale Bedingungen für die landwirtschaftliche Nutzung. Der Fluss Vechte, dessen Hauptquelle sich im Siedlungsraum Oberdarfeld befindet, entwässert das Gebiet nordwärts in Richtung Schöppingen.
Das Ortsgebiet umfasst das Dorf Darfeld, die Siedlungskerne Höpingen und Geitendorf, sowie die umliegenden Bauerschaften Hennewich, Netter, Oberdarfeld und Rockel.

## Geschichte

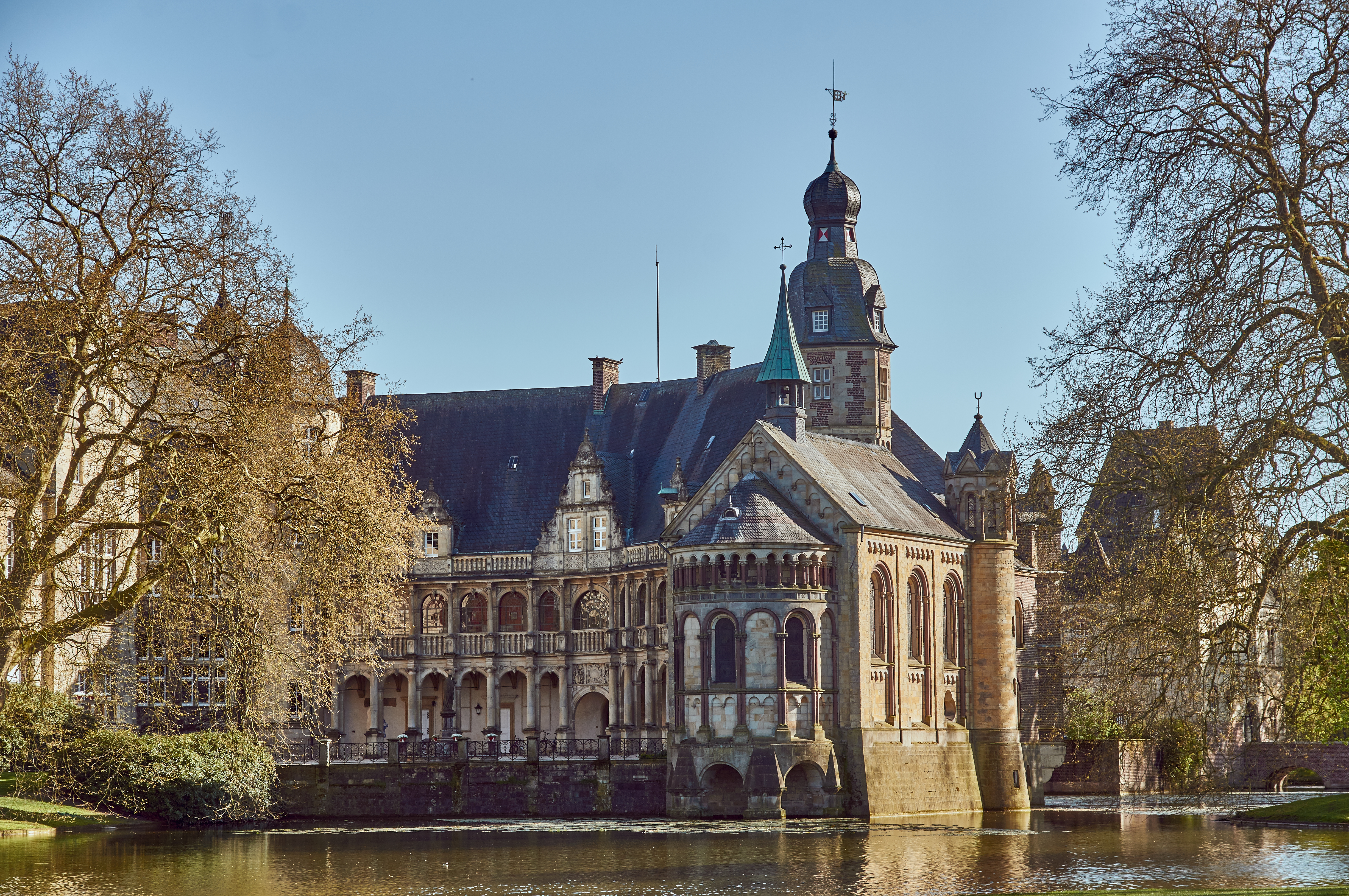
Schloss Darfeld

Erstmals wurde der Ort im Jahr 1179/1180 urkundlich erwähnt. Etymologisch betrachtet geht der Name wahrscheinlich auf das 1092 erstmals genannte niederadelige Geschlecht Darvelde zurück.
Seit 1284 verfügt der Ort über eine eigene Pfarrei; in die gleiche Zeit fällt der Bau der Pfarrkirche Unsere Liebe Frau, später St. Nikolai. Die ursprünglich im romanischen Stil erbaute Kirche wurde im Jahre 1766 bis auf den unteren Teil des Turmes abgebrochen und neu errichtet, da die alte Kirche nach dem Empfinden des 1763 im Amt befindlichen Pfarrers Johannes Wiedenbrück „mehr einem abscheulichen, finsteren Gefängnis als einem Gotteshaus“ glich. Die Grundstruktur des Kirchangers als Siedlungskeimzelle wurde ebenso wie einige historische Gebäude erhalten.
Eine weitere, bedeutende architektonische Sehenswürdigkeit ist das Wasserschloss Darfeld, das etwa einen Kilometer westlich des Dorfkerns gelegen ist. Bei Darfeld lag auch das Kloster Kleinburlo. In Darfeld befand sich von 1795 bis 1825 das Kloster Darfeld-Rosenthal.
1816 wurde Darfeld dem Kreis Coesfeld zugeordnet, 1825 erfolgte die verwaltungsmäßige Zusammenlegung mit den Gemeinden Holtwick und Osterwick und der Bürgermeisterei Osterwick, wobei die Selbständigkeit der Gemeinde und der Bürgermeisterei Darfeld erhalten blieb. Von 1843 bis zur Aufhebung aller preußischen Einzelgemeindeämter im Jahre 1934 bildete Darfeld ein eigenes Amt im Kreis Coesfeld. 
Am 1. Juli 1969 wurde durch die Zusammenlegung der Gemeinden Osterwick und Darfeld die neue Gemeinde Rosendahl gebildet. Am 1. Januar 1975 kam noch die Gemeinde Holtwick hinzu.

## Bevölkerung und Wirtschaft
Heute ist Darfeld mit einer Einwohnerzahl von 2859 (Stand 2006) der kleinste der drei Hauptorte in der Gemeinde Rosendahl. Im Vergleich mit anderen Orten im Münsterland blieb das Bevölkerungswachstum sowohl nach dem Zweiten Weltkrieg als auch seit den 1970er Jahren gering. Erst in den letzten Jahren wurden Neubaugebiete ausgewiesen, was zu einem leichten Anstieg der Bevölkerungszahl beitrug.
Wirtschaftlich ist Darfeld durch die Landwirtschaft geprägt, wobei Schweinemast den Hauptanteil ausmacht. Der industrielle Sektor spielt mit einigen mittelständischen Unternehmen der Chemie- und Baubranche eine untergeordnete Rolle.
Durch die reizvolle Lage Darfelds mit einem historischen Hintergrund haben sich mit dem Fahrradtourismus neue, wirtschaftlich interessante Perspektiven eröffnet.

## Persönlichkeiten
- Maximilian Heidenreich Droste zu Vischering (* 18. April 1684; † 23. November 1751), Amtsdroste und Geheimer Rat.
- Bernhard Sökeland (* 19. September 1797 in Darfeld; † 28. Februar 1845 in Coesfeld), Philologe und Historiker, ab 1828 erster Direktor des neuen staatlichen Gymnasiums in Coesfeld
- Gottfried Schultz (* 4. Februar 1842 in Darfeld; 1919 in Düsseldorf), Stillleben- und Porträtmaler der Düsseldorfer Schule